# 同乐镇 (庆安县)
同乐镇，是中华人民共和国黑龙江省绥化市庆安县下辖的一个镇。
2014年11月11日，黑龙江省民政厅批复同意撤销同乐乡，设立同乐镇。

## 行政区划
同乐镇下辖以下地区：
同富村、同乐村、同兴村、同庆村和同发村。